# Cavalieri lauretani
I Cavalieri lauretani furono un Ordine cavalleresco istituito inizialmente nel 1545, e rifondato poi nel 1586 da papa Sisto V.

## Storia

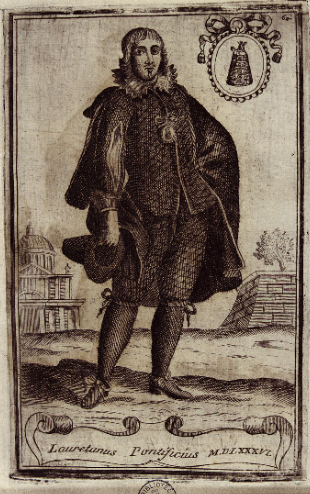
Immagine di un cavaliere lauretano tratto dallOrdinum equestrium ac militarium brevis narratio

Lo scopo fu quello di creare una difesa alla Santa Casa di Loreto per preservarla dagli attacchi provenienti da terra e dal mare, in particolare dalle navi pirata che imperversavano nel Mar Adriatico. Peraltro secondo lo statuto dell'ordine, che prevedeva il versamento di 500 scudi per accedere all'ordine, fu motivo di entrate importanti per le casse dello Stato Pontificio. D'altra parte i cavalieri avevano poi diritto a fregiarsi del titolo nobiliare conseguente all'ordinazione a cavaliere. 
L'ordine venne soppresso da papa Gregorio XIII nel 1580 ma poi ristabilito da papa Sisto V nel 1586, stabilendo nel numero massimo di 200 unità l'organico dell'Ordine. Settant'anni dopo, il suo successore  Alessandro VII portò l'organico a 270 cavalieri che rimase tale fino al 1693. In quell'anno, Innocenzo XII soppresse l'Ordine per la seconda volta, restituendo a tutti i cavalieri le somme da loro pagate per accedere all'Ordine stesso.